# سونپیترون
سونپیترون (انگلیسی: Sunepitron) (نام کد توسعه CP-93,393) یک آگونیست گیرنده 5-HT1A و آنتاگونیست گیرنده α۲-آدرنرژیک است. پیش‌تر توسط فایزر برای درمان افسردگی و اضطراب در دست توسعه بود. پیش از اینکه متوقف شود، به مرحله آزمایش‌های بالینی فاز III رسید.

## سنتز

سنتز سونپیترون: G.N. Bright, K.A. Desai, (1992).